# Hans Kuiper

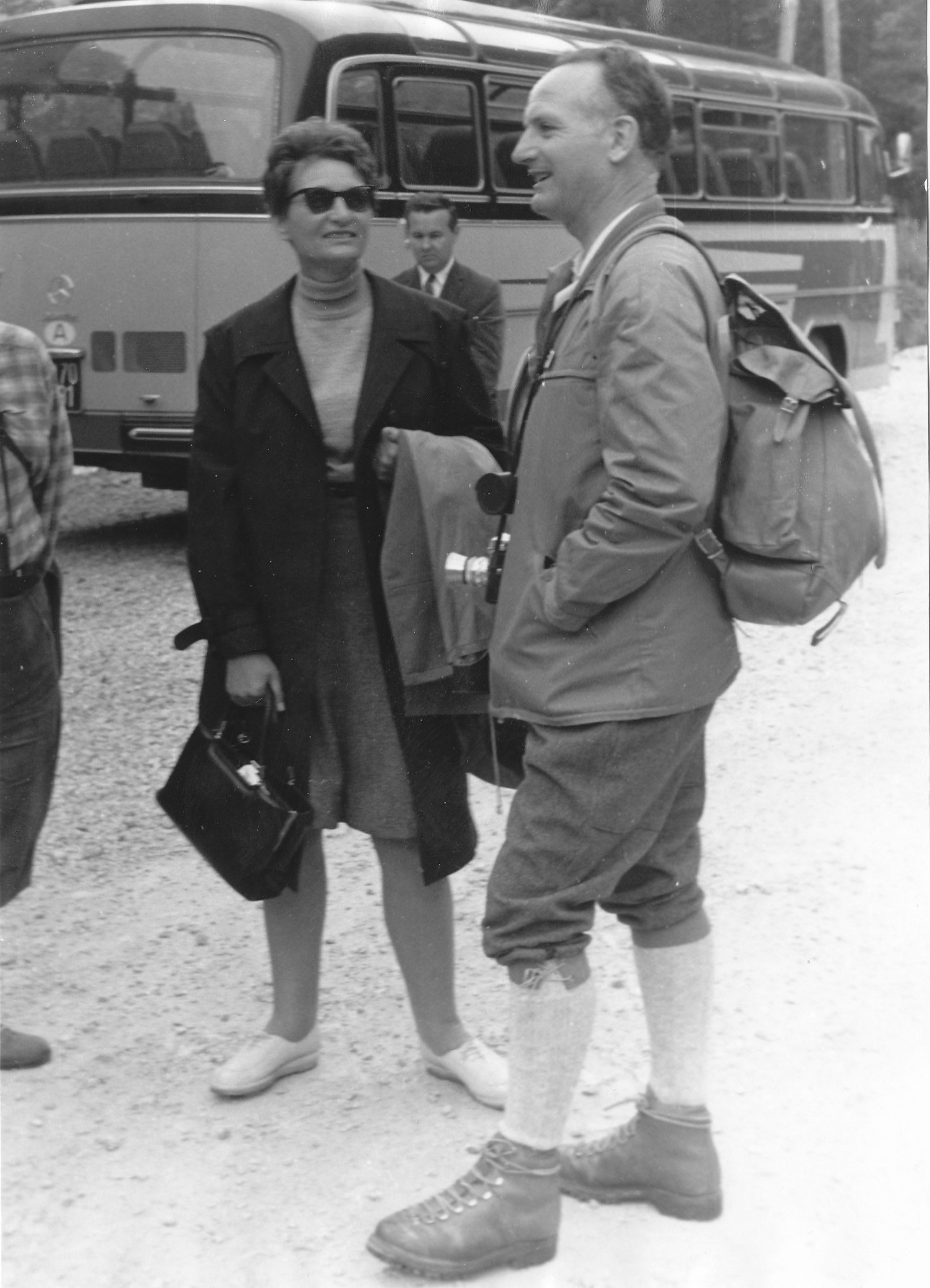
Hans Kuiper 1968 beim Kongress der Unitas Malacologica in Wien

Johannes „Hans“ Gijsbertus Jacobus Kuiper (* 2. November 1914 in Vries; † 7. Juli 2011 in Baarn) war ein niederländischer Malakologe und ehemaliger Diplomat.

## Leben
1917 zog Kuiper mit seinen Eltern und seinen fünf Geschwistern nach Niederländisch-Ostindien (heute Java). Im Alter von sieben Jahren kehrte er in die Niederlande zurück, wo er von 1927 bis 1933 das Internat und das Stedelijk-Gymnasium in Utrecht besuchte. Kuiper war sehr an Naturgeschichte und der Zeichenkunst interessiert. Seine Mutter sandte ihm regelmäßig Schnecken- und Muschelgehäuse aus Niederländisch-Ostindien, was sein Interesse an der Malakologie entfachte. 1933 starb sein Vater, wodurch ihm die Finanzierung für ein Universitätsstudium verwehrt blieb. In den Jahren 1936/37 versuchte er ohne Erfolg auf einer Gummi-Plantage in Niederländisch-Ostasien zu arbeiten. In den Jahren 1938/39 machte er seine ersten ausländischen Sammelexkursionen nach Korsika, Dalmatien und ins Königreich Jugoslawien. 1939 begann seine diplomatische Karriere. Nach dem Zweiten Weltkrieg arbeitete er als Diplomat in Bern, Bonn und Paris, wo er 56 Jahre blieb. Er arbeitete dort als stellvertretender Direktor am Institut Néerlandais und war bis zu seinem Ruhestand im Jahr 1979 an der niederländischen Botschaft als Leiter des Informationsdienstes tätig.
Kuiper spezialisierte sich auf Erbsenmuscheln, kleine Süßwassermuscheln, und studierte sie mehr als sechzig Jahre lang. Als Amateur und Autodidakt entwickelte sich Kuiper zu einem weltweit anerkannten Experten für diese Molluskengruppe. Da Arten der Gattung Pisidium schwer zu benennen sind, wurde ihm Material aus der ganzen Welt mit der Bitte um Identifizierung zugesandt. Neben dem Erlös von Sammeltouren bildete dieses Material die Grundlage für seine Publikationen.
Nach dem Zweiten Weltkrieg sammelte Kuiper hauptsächlich Land- und Süßwassermollusken, wobei er Exkursionen in die Pyrenäen, die Alpen, die Kyrenaika (Libyen), Island und Nordamerika unternahm. 1983 verschenkte er seine Land- und Süßwassermollusken-Sammlung (12.000 Proben) dem Zoologischen Museum Amsterdam (ZMA). Im Jahr 1994 wurde seine Kugelmuschel-Sammlung (über 13.000 Proben) ebenfalls von Paris zum ZMA transportiert. Beide Sammlungen kamen später in das Naturalis Biodiversity Center in Leiden.
Kuiper hat über 300 Publikationen verfasst, in denen er sich hauptsächlich den Entenmuscheln, aber auch auf anderen Süßwasser- und Landmollusken, widmete. Neben taxonomischen, ökologischen und biogeographischen Themen schrieb er auch viel über die Geschichte der malakologischen Forschung in den Niederlanden und anderen europäischen Ländern sowie ein Kinderbuch.
Für seine wissenschaftliche Forschung über die Gattung Pisidium erhielt er 1984 die Ehrendoktorwürde der Naturwissenschaften der Universiteit van Amsterdam. 2008 wurde er – als eines der ältesten Mitglieder (seit 1934) – Ehrenmitglied der Nederlandse Malacologische Vereniging und 1962 war er Mitbegründer der Unitas Malacologica. 
Kuiper wurde mit dem Ritterorden von Oranien-Nassau geehrt.

## Dedikationsnamen
Nach Kuiper sind die Taxa Paramastus kuiperi Zilch, 1960, Kuiperia Schlickum, 1962, Limnopappia kuiperi Schlickum, 1962, Oestophora kuiperi Gasull, 1966, Pisidium kuiperi Dance, 1967, Dosinia kuiperi E. Fischer, 1967, Galileja kuiperi Starabogatow & Streletzkaja, 1967, Paludinella kuiperi Brandt, 1974, Cingula kuiperi Verduin, 1984, Pisidium miokuiperi Schütt & Kavusan, 1984, Sitala kuiperi Fischer-Piette, C. Blanc, F. Blanc & Salvat, 1994 und Odostomia kuiperi Van Aartsen, Gittenberger & Goud, 1998 benannt.

## Von Kuiper beschriebene Taxa
Kuiper beschrieb folgende neue Arten und Taxa:
- Pisidium milium Held var. pulchelloides, 1942
- Pisidium favrei [= Pisidium pseudosphaerium Schlesch], 1947
- Pisidium georgeanum [= Pisidium ovampicum Ancey], 1952
- Pisidium edouardi, 1953
- Pisidium paulianum [= Pisidium johnsoni Smith], 1953
- Pisidium betafoense, 1953
- Byssanodonta degorteri, 1954
- Pisidium viridarium, 1956
- Pisidium lepus [= Pisidium pirothi Jickeli], 1957
- Pisidium artifex, 1960
- Pisidium dancei, 1962
- Afropisidium n. subgen., 1962
- Odhneripisidium n. subgen., 1962
- Pisidium harrisoni, 1964
- Micranodonta n. gen., 1965
- Micranodonta regii, 1965
- Pisidium armillatum, 1966
- Pisidium incomitatum [= Sphaerium incomitatum (Kuiper)], 1966
- Parapisidium n. subgen., 1966
- Pisidium (Parapisidium) reticulatum, 1966
- Pisidium (Odhneripisidium) novobritanniae, 1968
- Pisidium lilljeborgii Clessin forma constricta, 1972
- Pisidium prasongi Kuiper in Brandt, 1974
- Pisidium hinzi, 1975
- Pisidium waldeni, 1975
- Pisidium supinum Schmidt forma reducta, 1977
- Pisidium fultoni, 1983
- Pisidium hallae, 1983
- Pisidium (Afropisidium) aslini, 1983
- Sphaerium kendricki, 1983
- Sphaerium forbesi (Philippi) forma excessiva, 1983
- Pisidium meierbrooki, 1984
- Pisidium maasseni, 1984